# Спасский монастырь (Ульяновск)
Спа́сский женский монасты́рь — женский православный монастырь в городе Ульяновск (до 1924 г. — Симбирск) Симбирской епархии Симбирской митрополии Русской православной церкви. Построен в 1640-е гг. (начало восстановления — 2015 г.). С 2016 года — памятник градостроительства и архитектуры РФ.

## История
Монастырь был основан в конце 1640-х гг. одновременно с городом Симбирском, основанный в 1648 году.
В 1713 году при храме Спасского женского монастыря «ради неимущих и престарелых» была устроена первая больница в городе. Позднее при монастыре был построен первый больничный храм.
26 февраля (8 марта) 1764 года вышел указ Екатерины II «О разделении церковных имений…» и в том же году Самарский Спасо-Преображенский женский монастырь был упразднён, а монахини были переведены в Спасский монастырь. Также в монастырь были переведены монахини из упразднённого Сызранского Богородицкого монастыря. По реформе 1764 года монастырь был отнесён к III классу.
1 (14) октября 1774 года в Симбирск А. В. Суворов доставил пленника Емельяна Пугачёва. Против Спасского женского монастыря встречу Пугачёва организовал генерал-аншеф граф П. И. Панин, главнокомандующий правительственных войск.
В 1787—1789 годы, на средства братьев Я. Б. Твердышева и И. Б. Твердышева, вокруг монастыря была построена каменная ограда.
В 1818—1833 годы в монастырском здании на северо-западном углу размещалось Симбирское духовное училище.
В сентябре 1833 года, по просьбе столичного литератора князя В. Ф. Одоевского, чтобы встретиться с отшельницей Варварой Кравковой, монастырь посетил А. С. Пушкин.
В 1842 году Симбирским архипастырем епископом Феодотием при Спасском женском монастыре был открыт приют для девочек-сирот из духовного сословия, с 1847 года ставшим приютом для девиц-сирот духовного звания, с 1870 года приют был преобразован в училище для девиц духовного звания, а в 1874 году женское духовное училище преобразовано в епархиальное с правами женских гимназий. 16 августа 1876 г. состоялось открытие Симбирского епархиального женского училища в 2-этажном доме с садом на Соборной площади.

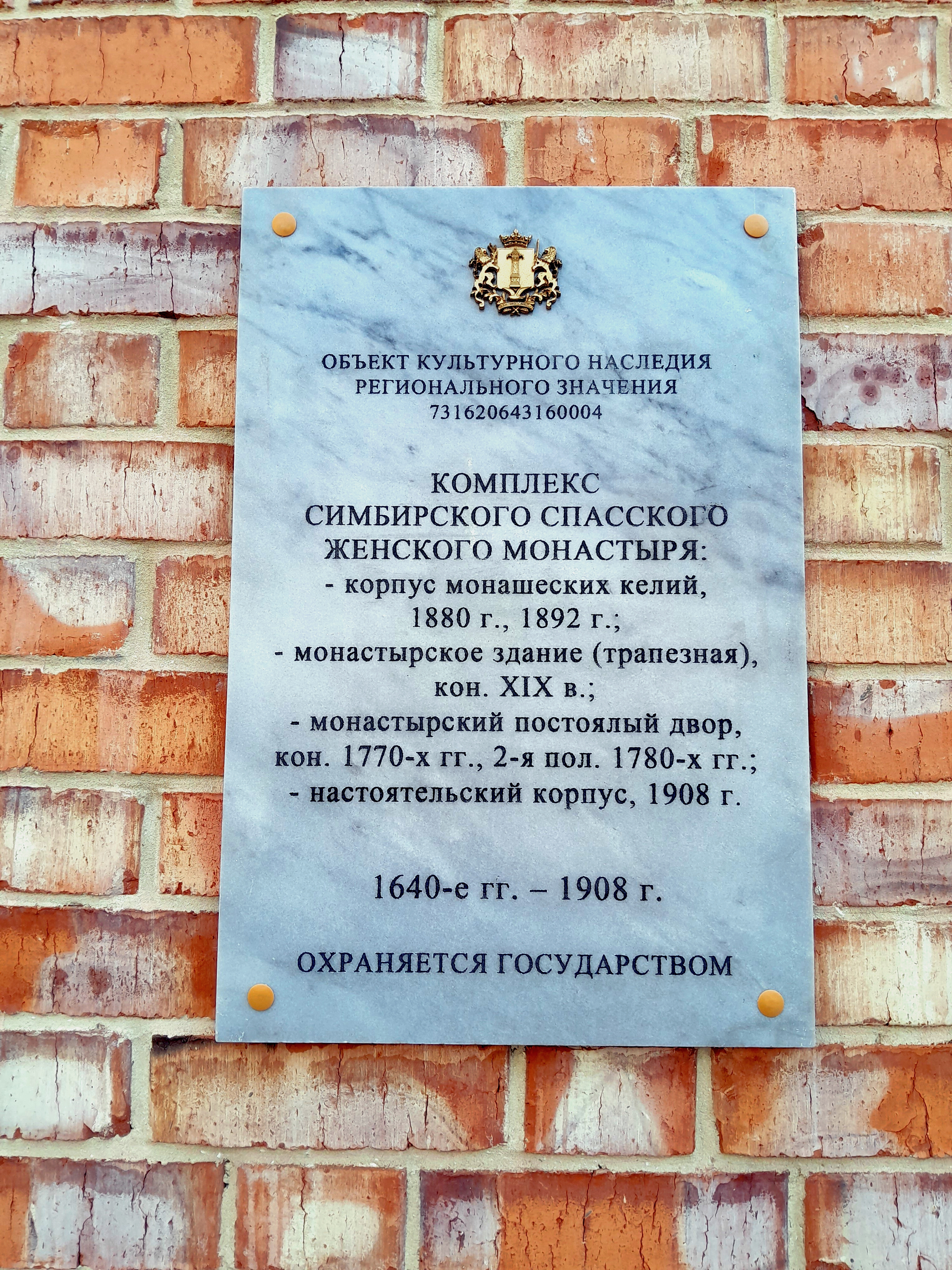
Памятная доска.

После пожара 1864 года монастырь сильно пострадал, а в сентябре сёстры монастыря были временно переведены в Сызранский Сретенский монастырь.

### Имущество
В 1837 году, согласно Высочайше утверждённому положению, Симбирскому Спасскому женскому монастырю был отведён лесной участок, годный для дров, из Чуфаровской лесной дачи удельного ведомства, пространством в 200 десятин, в 1841 году, взамен было отмежевано монастырю 200 десятин леса в дачах села Ясашная Ташла. Но в 1847 году игуменья Серафима заявила преосвященному Феодотию, архиепископу Симбирскому и Сызранскому, что пользоваться отведенным монастырю лесным участком, из-за дальности расстояния, неудобно и не выгодно: с 1841 по 1847 год получено с него доходу 423 руб. 21 коп., а употреблено на окарауливание леса и на проезд туда для осмотра — 434 руб. 89 коп.; поэтому игуменья просила дать вместо лесного участка пахотную землю. Управляющий Симбирской удельной конторой отказал в этом, ссылаясь на законы, но затем, с особого разрешения Департамента Уделов и Высочайшего соизволения, по полюбовной сказке, составленной в августе 1856 года и утверждённой Симбирским уездным судом в 1857 году сделан удельным ведомством обмен земли с монастырём, от которого принят лесной участок, а ему отведено 200 десятин пашни и две десятины неудобной земли, в десяти верстах от села Ключищ (ныне с. Большие Ключищи), по Сызранскому почтовому тракту. Монастырь стал сдавать эту землю в аренду и арендаторы построили на ней хутор, получивший название «Луговой». На 1913 год около деревни Белый Ключ находился хутор монастыря.

### Храмы монастыря
На 1900 год в Спасском женском монастыре было три храма — холодный, тёплый и больничный:

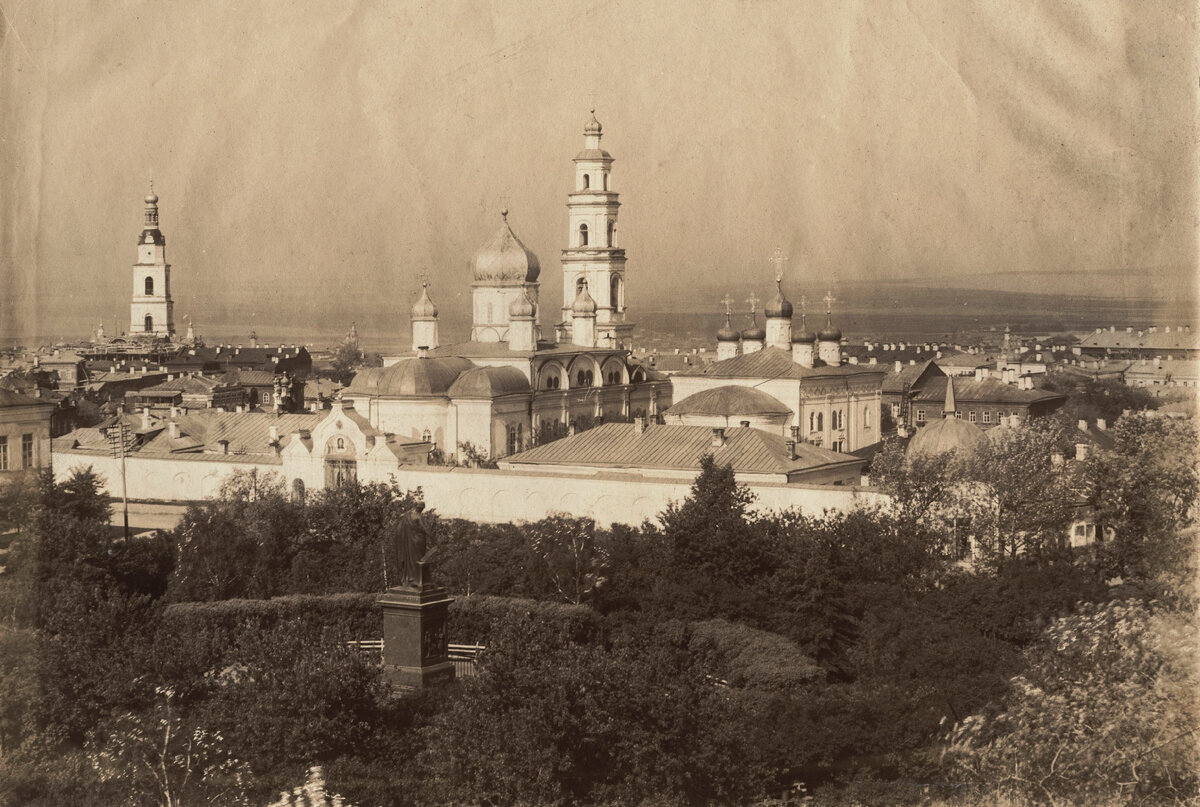
Спасский монастырь (Симбирск, фото 1902).

- Памятник Н. М. Карамзину и Спасский женский монастырь (фото 1867).Спасский монастырь (Симбирск, фото 1910).Симбирская гимназия и Спасский монастырь (1917).Спасский монастырь (Симбирск, фото 1902).Холодный деревянный храм первоначально был построен в конце 1640-х гг. одновременно с городом Симбирском. В 1678 году Стефаном Трофимовым был построен опять деревянный храм, но уже трёхпрестольный. В 1691 году он сгорел и в 1696 году был снова построен однопрестольный, но уже каменный. После пожара 1864 года он был возобновлён в прежнем виде, с престолом — в честь Нерукотворного образа Христа Спасителя. С 1897 по 1912 годы в причте Симбирского Спасского женского монастыря служил протоиерей Александр Михайлович Керенский; родной брат Ф. М. Керенского, родной дядя А. Ф. Керенского[21][22][23][24].

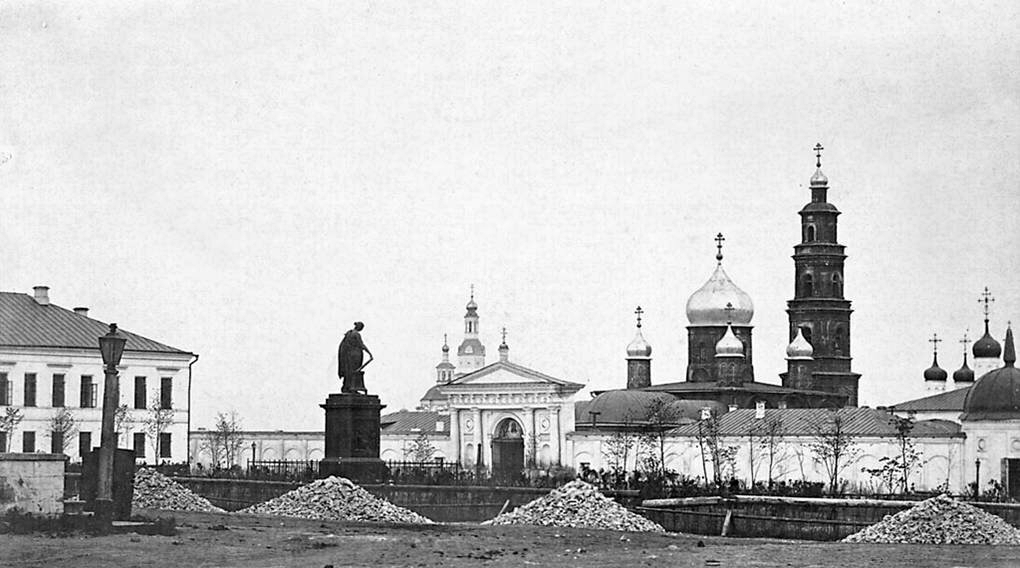
Памятник Н. М. Карамзину и Спасский женский монастырь (фото 1867).

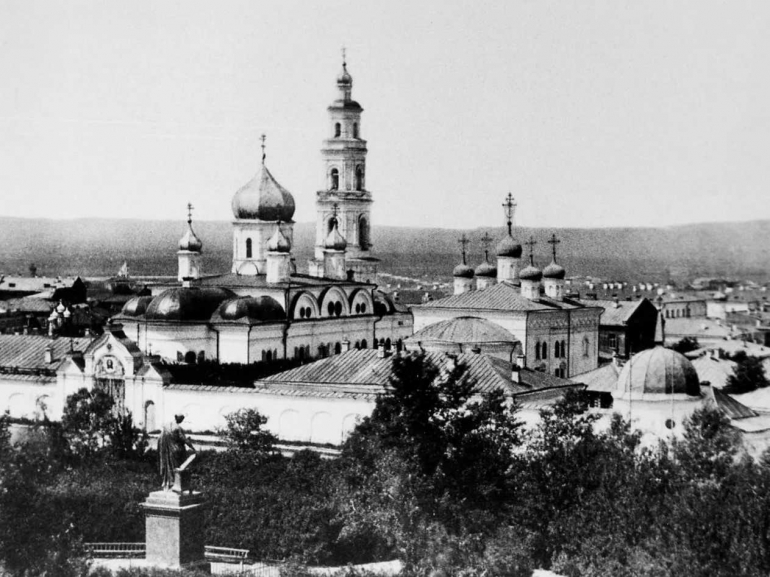
Спасский монастырь (Симбирск, фото 1910).

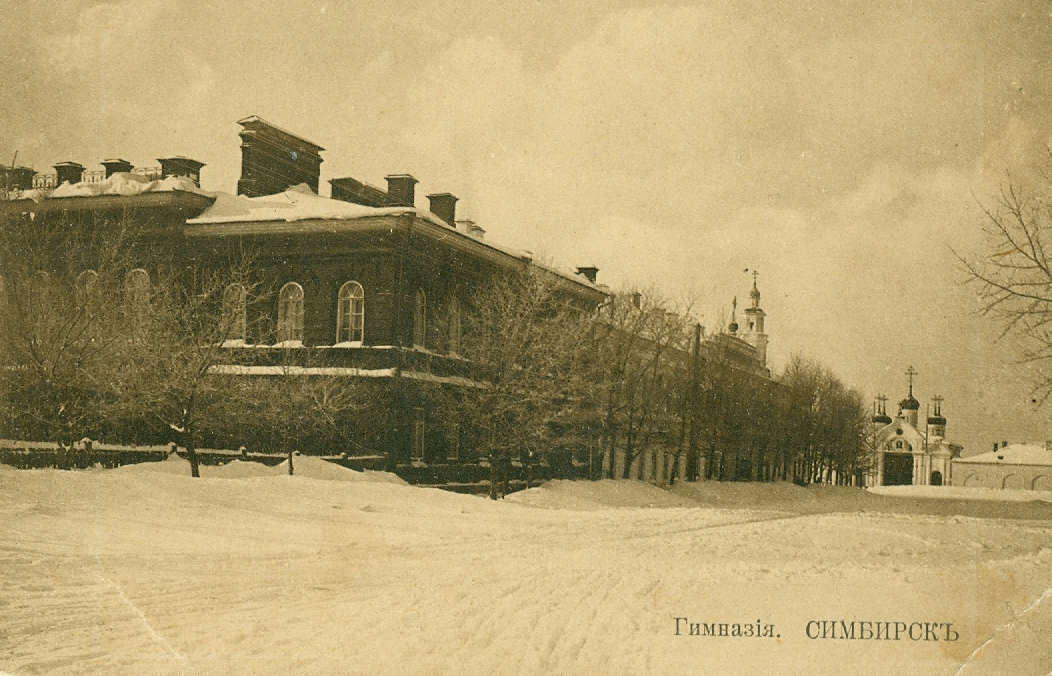
Симбирская гимназия и Спасский монастырь (1917).

- Тёплый храм первоначально был построен в 1698 году Иваном Андреевым с престолом во имя Святителя Алексия, митрополита Московского. В 1734 году с южной стороны к нему был пристроен придел с престолом во имя трёх Святителей: Василия Великого, Григория Богослова и Иоанна Златоустого. В 1863—1864 г.г. этот храм был перестроен по проекту Симбирского губернского архитектора Белоусова Александра Анимимовича и сделан трёхпрестольным: главный — в честь Иверской иконы Божьей Матери и в правом приделе — во имя Святителя Алексия, митрополита Московского[25]. В Иверской церкви монастыря служили: протоиерей Иоанн (на 1809)[26], с 1916 по 1922 год протоиерей Иоанн Петрович Апраксин[27]. С 19.03.1913 до 18.04.1920 года диакон Василий Александрович Богородский, затем перемещён в Покровскую церковь с. Карлинское [28].

- Больничный храм с престолом во имя Святителя и Чудотворца Николая был построен в 1860-х годах.

Святыня монастыря — чтимая чудотворная Иверская икона Божьей Матери.
Капитал монастыря составлял: 5507 руб. и вклад графини Орловой-Чесменской, дающий 200 руб.% в год.
Причт состоял из двоих священников, дьякона и двоих псаломщиков.

### Посещение монастыря Высокими Особами
29 августа 1817 года Спасский женский монастырь посетил Великий князь Михаил Павлович, где слушал всенощную и прикладывался к иконам.
В 1837 году в монастыре побывал цесаревич Александр Николаевич — будущий император Александр II.
В 1863 году цесаревич Николай Александрович (сын Александра II) посетил Спасский девичий монастырь, где настоятельница игуменья Серафима, благословила Его Высочество иконою Спасителя, вышитою по карте золотом, работы монашествующих сестёр. Здесь же, на монастырском дворе, Его Высочество был в училище для девиц духовного звания, удостоил принять поднесённую воспитанницами салфетку, искусно вышитую шёлками.
В 1871 году наследник цесаревич Александр Александрович, будущий император Александр III, вместе с Августейшим родителем, императором Александром II посетил Спасский женский монастырь, где слушал всенощную и прикладывался к иконам.

## Советский период
В 1920 году монастырь был официально закрыт постановлением Губисполкома. Здесь был организован концентрационный лагерь. Узниками его стали, в числе прочих, и представители духовенства, в том числе в 1921 году священнослужитель Смирнов Александр Павлович. Концлагерь после окончания гражданской войны был закрыт и часть монахинь смогла вернуться для проживания в монастыре, однако большая часть бывших жилых помещений была отдана рабочим патронного завода. Монастырские храмы ещё несколько лет были открыты. В частности, почти 10 лет действовала церковь в честь Иверской иконы Божией Матери. Но в 1932 году она, как и остальные храмы, была передана на «строительный материал для разборки». Долгое время территория монастыря принадлежала государственным структурам, которые использовали сохранившиеся здания монастыря для хозяйственных нужд. В доме № 4 по улице К. Маркса в 1967—1969 годах располагалась областная детская библиотека.
В конце 1960-х годах, ввиду подготовки к 100-летию со дня рождения Владимира Ильича Ленина, улицы Карла Маркса и Спасская на которых находился монастырь, претерпели ряд изменений: снесены каменная ограда и здания, а на их месте были построены Дворец культуры «Губернаторский» и Гимназия № 1. От монастыря остались: кельи игуменьи (настоятельский корпус), постоялый двор, корпус монашеских келий с трапезной и монастырское здание (трапезная), которые с 2017 года стали памятниками градостроительства и архитектуры.

## Современность
27 июня 2001 года здание игуменского корпуса бывшего Спасского женского монастыря было возвращено и передано в бессрочное и безвозмездное пользование Михаило-Архангельскому женскому монастырю села Комаровка.
Постановлением Ульяновской Городской Думы «О согласовании Перечня объектов культурного наследия (памятников истории и культуры) муниципального значения» № 332 от 29.10.2003 г. и Приказом Министерства искусства и культурной политики Ульяновской области «Об изменении категории историко-культурного значения объекта культурного наследия местного (муниципального) значения „Комплекс Спасского женского монастыря“, 40-50-е гг. XVII в.; 1908 г.» № 82 от 28.07.2016 года, комплекс Симбирского Спасского женского монастыря включён в Единый государственный реестр объектов культурного наследия (памятников истории и культуры) народов Российской Федерации.

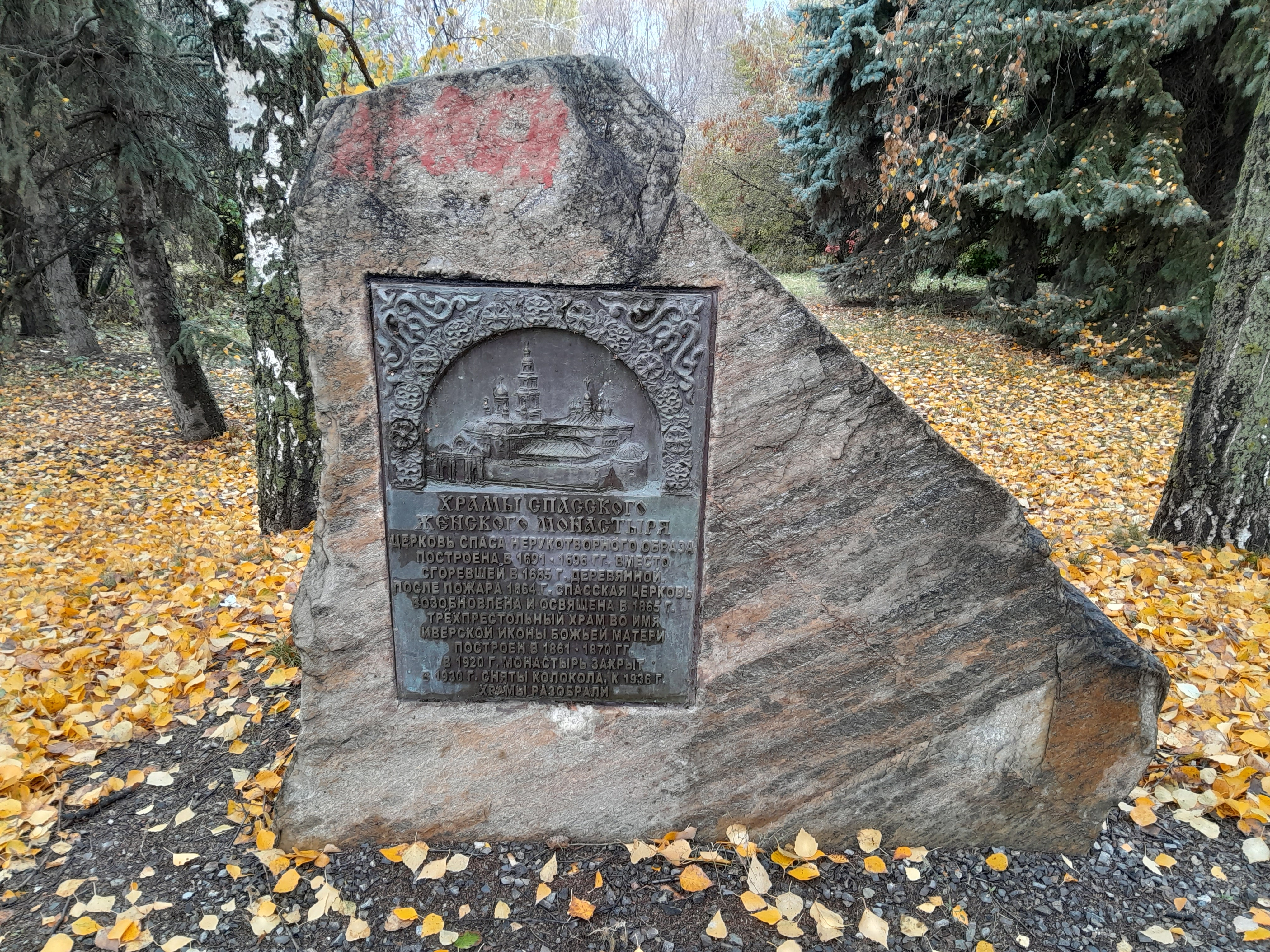
Памятный знак утраченным храмам Спасского женского монастыря.

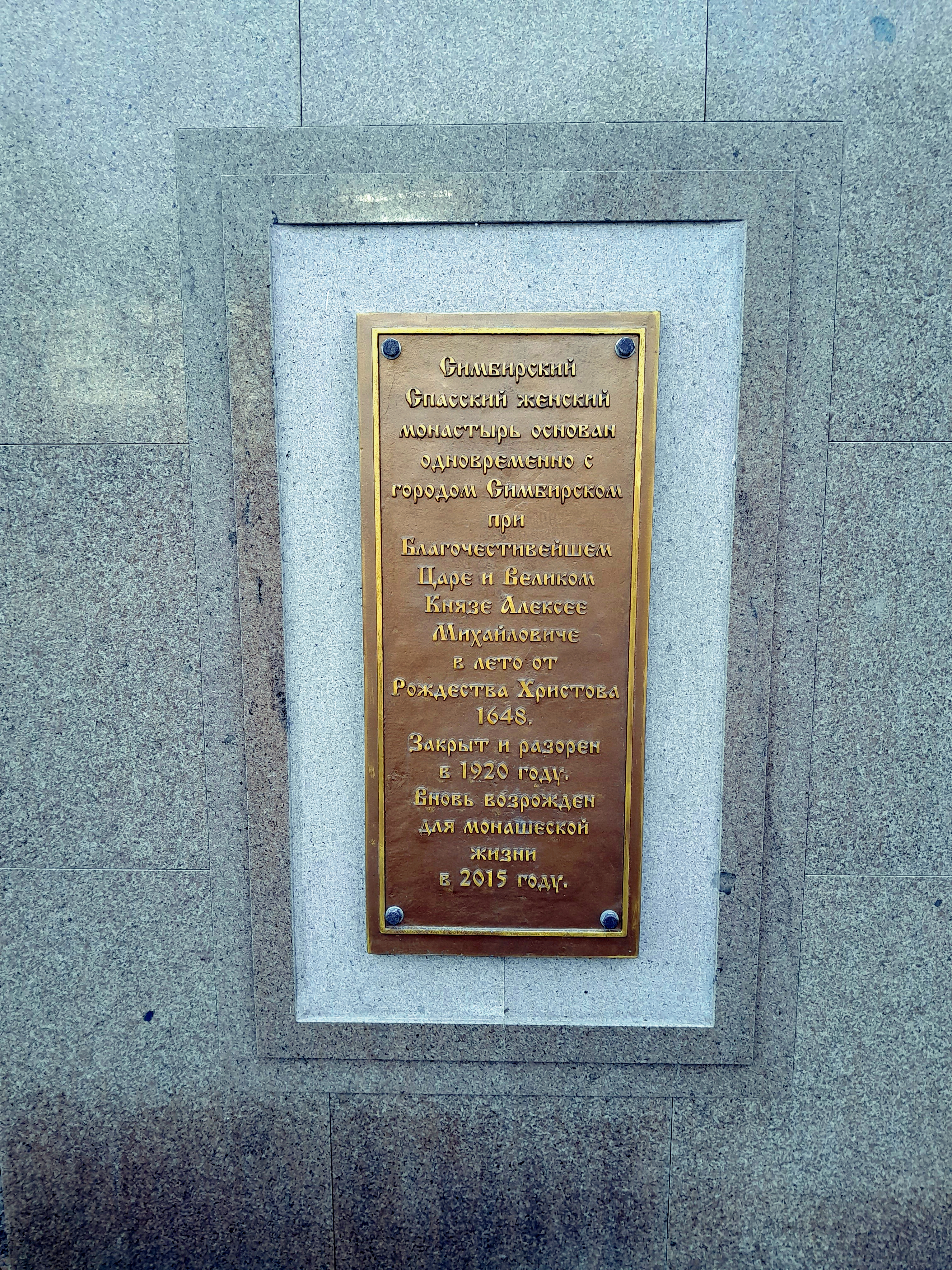
Памятная доска № 1.

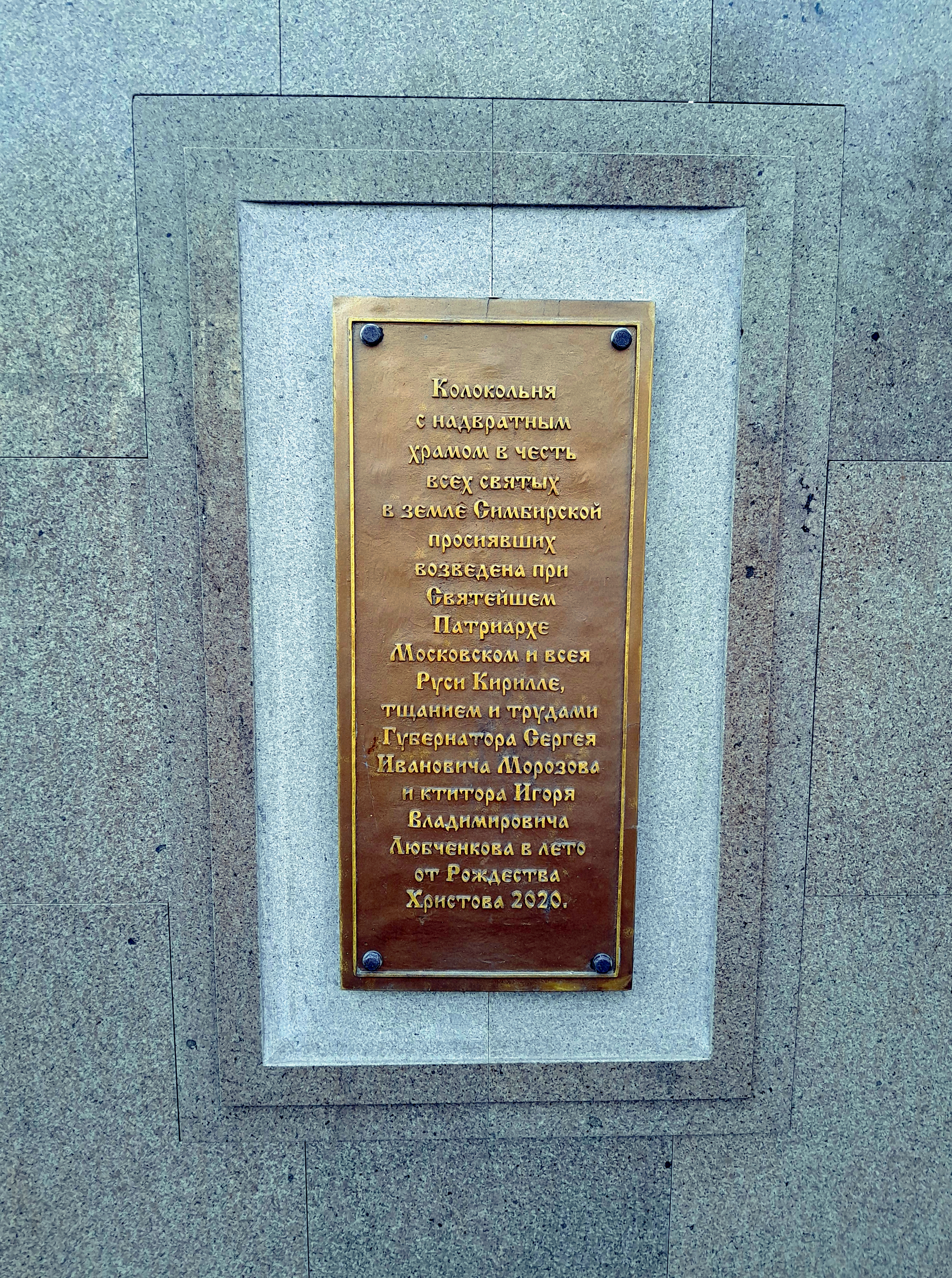
Памятная доска № 2.

В 2014 году в сквере «Возрождения Духовности» утраченным храмам Спасского женского монастыря установлен памятный знак.
5 апреля 2015 года, в праздник Входа Господеня в Иерусалим, митрополит Феофан (Ашурков) совершил молебен в игуменском корпусе подворья Михаило-Архангельской женской обители. На месте древнего монастыря было основано сначала подворье женского монастыря Архангела Михаила села Комаровка, а затем — Спасское архиерейское подворье. На должность старшей сестры была назначена насельница Михаило-Архангельского монастыря монахиня Сергия (Вотрина).
14 апреля 2015 года сестринский корпус бывшего Спасского женского монастыря был возвращен Русской Православной Церкви. В мае 2015 года в его стенах началось обустройство храма в честь Иверской иконы Божией Матери, келий для сестёр, гостиничных келий и трапезной.

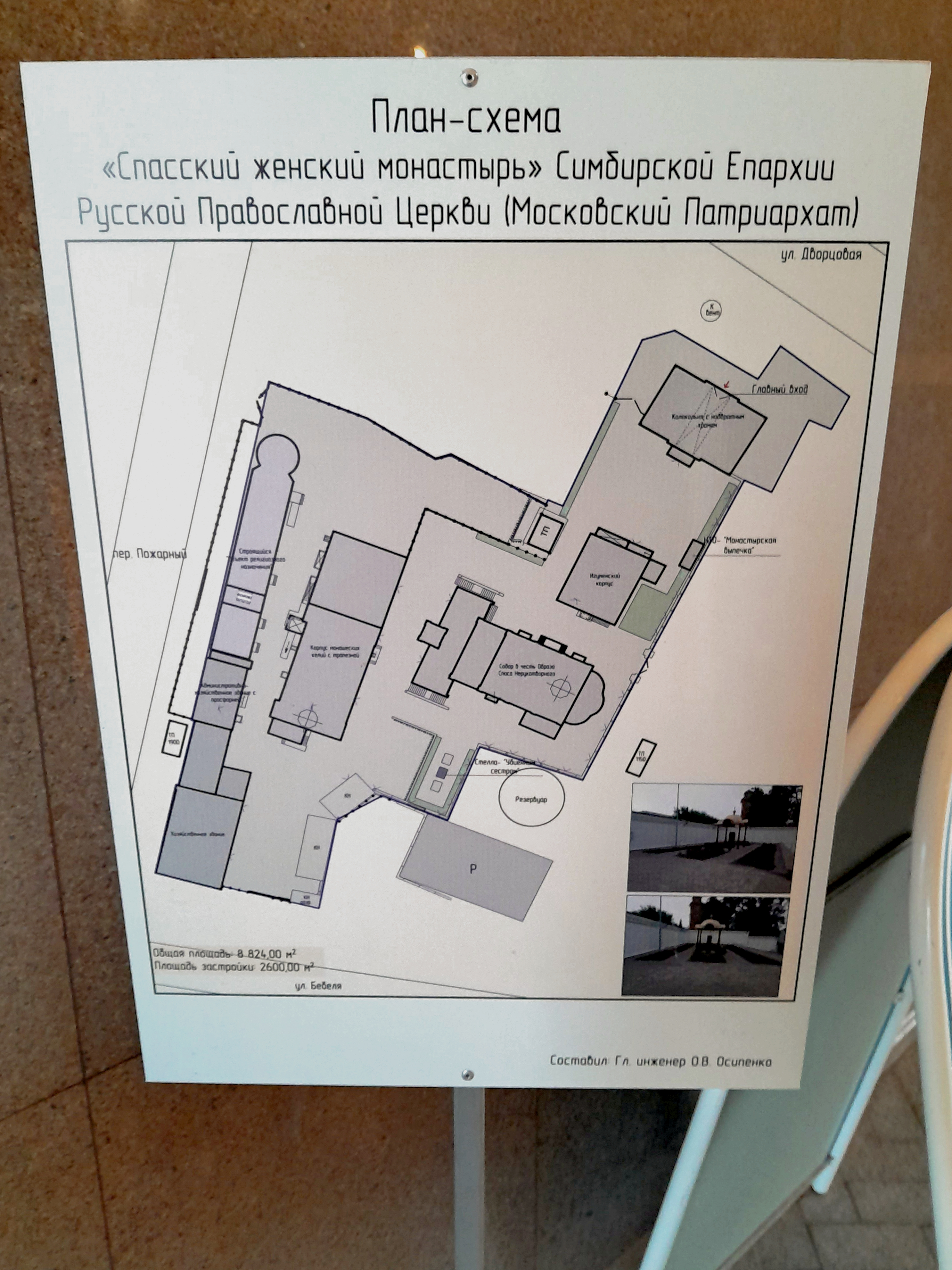
План-схема Спасского монастыря.

5 января 2017 года Митрополит Симбирский и Новоспасский Анастасий (Меткин) совершил чин освящения храма в честь Иверской иконы Божией Матери.
В 2017 году Спасское архиерейское подворье, по прошению Митрополита Анастасия, решением Священного Синода от 06 октября 2017 года было переведено в статус Спасского женского монастыря с назначением на должность настоятельницы монахини Сергии (Вотриной), которая 26 октября 2017 года была возведена в сан игумении Митрополитом Симбирским и Новоспасским Анастасием.
4 ноября 2017 года, в день празднования Казанской иконы Божией Матери, Митрополит Симбирский и Новоспасский Анастасий совершил чин закладки колокольни с надвратным храмом Спасского монастыря.
14 мая 2020 года для Спасского женского монастыря были изготовлены медные ворота с изображением Собора Симбирских святых, кованые ворота с кронштейнами, подвесы для колоколов и решётки для защиты яруса колоколов от птиц.
6 сентября 2020 года митрополит Симбирский и Новоспасский Лонгин (Корчагин) совершил чин освящения надвратного храма в честь Новомучеников и исповедников, в земле Симбирской просиявших.
24 августа 2023 года на территории Спасского женского монастыря иеромонах Серафим (Кузьминов) совершил молебен перед началом строительства корпуса келий для монахинь.
23 октября 2024 года в монастыре старшим священником иеромонахом Серафимом (Кузьминовым) был совершён чин освящения купола, который был установлен над западными вратами обители. Затем над административно-хозяйственным корпусом монастыря был установлен шпиль с ангелом.
12 июля 2025 года был освящён храм в честь Спаса Нерукотворного. В освящении приняли участие: митрополит Казанский и Татарстанский Кирилл (Наконечный), митрополит Симбирский и Новоспасский Лонгин (Корчагин), митрополит Пензенский и Нижнеломовский Серафим (Домнин), архиепископ Элистинский и Калмыцкий Юстиниан (Овчинников), епископ Чистопольский и Нижнекамский Пахомий (Брусков), епископ Барышский и Инзенский Филарет (Коньков), епископ Мелекесский и Чердаклинский Диодор (Исаев).

## Храмы монастыря
Существующие храмы:
- Домовая церковь Иверской иконы Божией Матери
- Домовая церковь Екатерины Симбирской (Декалиной)
- Надвратная церковь Новомучеников и исповедников Симбирских
- Церковь Спаса Нерукотворного Образа (строится)
- Храм во имя святых Царственных страстотерпцев[46][47]

Утраченные храмы:
- Церковь Иверской иконы Божией Матери[48]
- Церковь Спаса Нерукотворного Образа

## Святыни монастыря
- икона Божией Матери «Иверская»
- Нерукотворный образ Христа Спасителя
- икона преподобного Сергия Радонежского с частицей его мощей
- икона преподобного Серафима Саровского с частицей его мощей
- икона преподобномученицы Екатерины Симбирской
- икона великомученицы Екатерины с частицей её мощей
- икона святителя Луки Крымского с частицей его гробницы
- икона святителя Спиридона Тримифунтского с частицей башмачка из облачения мощей
- икона святого преподобноисповедника Гавриила Меликесского с частицей его мощей
- иконы Санаксарских святых с частицами их мощей и гробниц
- мощевик святого праведного Феодора с частицей мощей
- икона преподобного Паисия Святогорского с частицей одра
- икона блаженного Андрея Симбирского с частицей его мощей
- ковчег с мощами дивеевских святых XVIII—XX вв.
- ковчег с мощами святителя Николая, священномученика Харалампия, мученика Трифона, святого праведного Александра Невского и воина Иоанна Русского

## Настоятельницы
- Первая настоятельница — игуменья Иулия (Юлия)[49][10];
- настоятельница Елена (Травина) (1771—1774), перевели в Симбирск из Николаевского женского монастыря;
- Александра (с 1775 по 1778, а потом с 1788 по 1795 гг.: в перерыве настоятельствовала в Казанском Богородицком монастыре);
- игуменья Екатерина (1778—1788);
- игуменья Павла (1795—1801);
- игуменья Аркадия (1801—1805);
- игуменья Смарагда (1809—1811);
- игуменья Елисавета (1811—1834)[50];
- игуменья Аркадия (1834—1843), в миру — Анна Ивановна Макарова;
- рясофорная монахиня Есфирь (1843)[50];
- игуменья Серафима (1843—1865) — в миру Серафима Николаевна Телегина;
- игуменья Евпраксия (1865—1873) — в миру Екатерина Александровна Дувинг;
- игуменья Магдалина (1889)[50];
- игуменья Мария (1893)[50];
- мантийная монахиня Павла (1900)[50];
- настоятельница игуменья Феофания (с 1905 по 1917 годы)[51] — в миру Феофания Абрамовна Семёнова;
- Последняя игуменья Спасской обители Анфия (с 27.11.1917) — в миру Агния Андреевна Лютикова[52];
- Екатерина (Декалина) — православная святая, монахиня монастыря в 1890—1918 гг.

1920—2015 — закрытие монастыря.
- Настоятельница: игуменья Сергия (Вотрина) (с 2015)[53][54];

## Некрополь монастыря
Спасское кладбище — существовало со второй половины XVII в., находилось в ограде Спасского женского монастыря, где хоронили знатных и именитых граждан города. В 1725 году вышел Высочайший Указ, который предписывал: «мертвых человеческих телес, кроме знатных персон, внутри городов не погребать, а погребать их в монастырях и приходских церквах вне городов». К закрытию Спасского кладбища способствовал Указ 1771 года, вышедший в связи с эпидемией чумы и запрещавший хоронить в черте городов, а также Указ Казанской Духовной Консистории, в подчинении которой в то время находился Симбирск, в 1777 году предписывавший погребать монашествующих и Покровского, и Спасского монастырей на кладбище мужской обители. Поэтому вставал вопрос о переносе места последнего упокоения симбирской знати из центра города, Спасского монастыря, в иное место, которым стало кладбище Покровского монастыря. Но, несмотря на Высочайшее повеление, немногочисленные захоронения в Спасском монастыре продолжались. В первые годы Советской власти многие могилы погоста были осквернены, так склеп, в котором покоились останки Д. Н. Дубасова, был разорён, а прах губернатора подвергнут глумлению.
Здесь покоился прах: И. И. Немкова, симбирского воеводы; Д. Н. Дубасова, симбирского губернатора; братьев Твердышевых, купцов — И. Б. Твердышева и Я. Б. Твердышева; И. С. Мясникова и М. С. Мясников, купцов; П. А. Пастухова, почётного гражданина Симбирска, купец I гильдии. Сейчас на этом месте Дворец культуры «Губернаторский» (в прошлом — Дворец культуры Профсоюзов) и ТРК «Версаль».

## Галерея

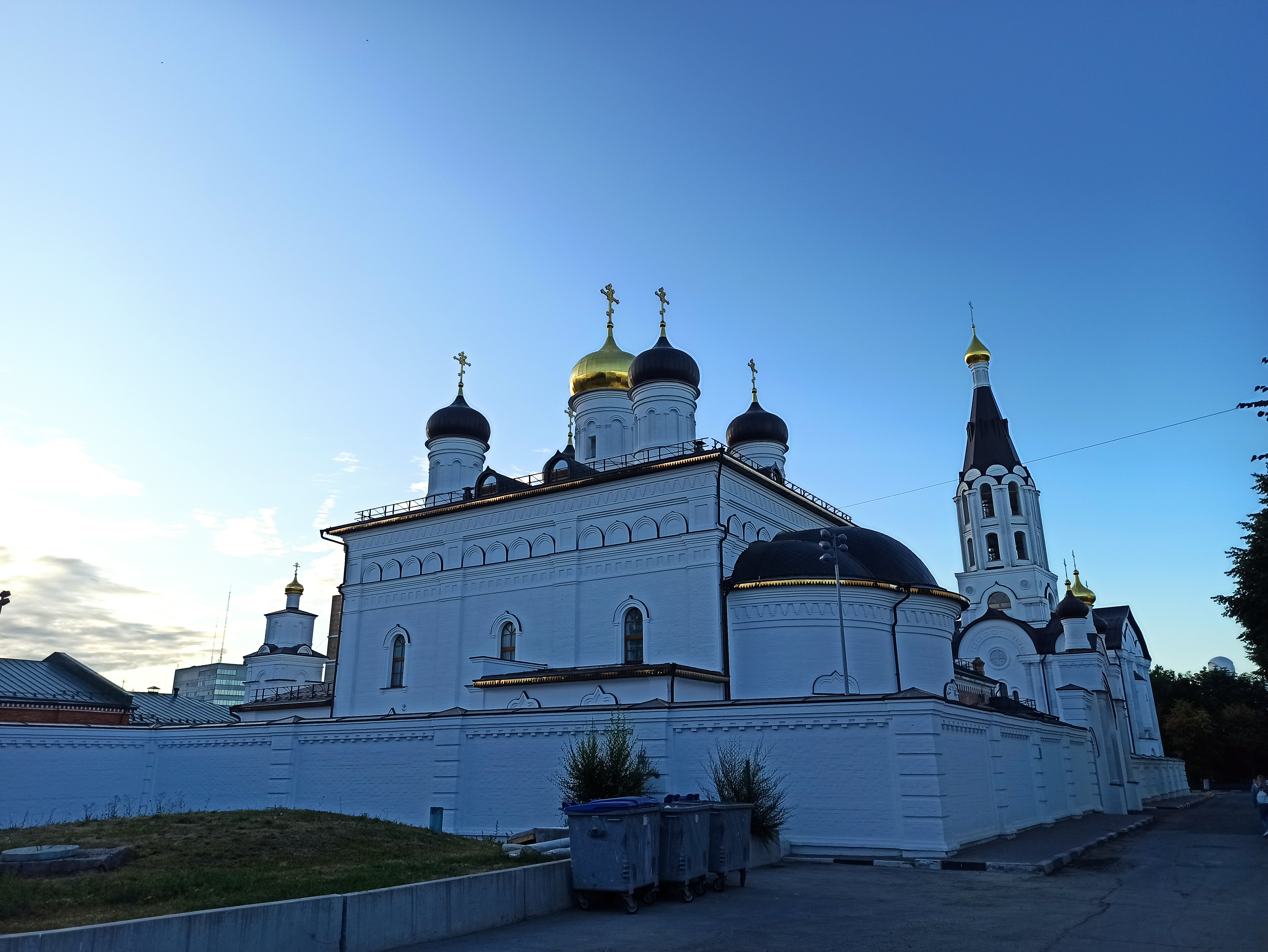
Комплекс Спасского женского монастыря (2023).
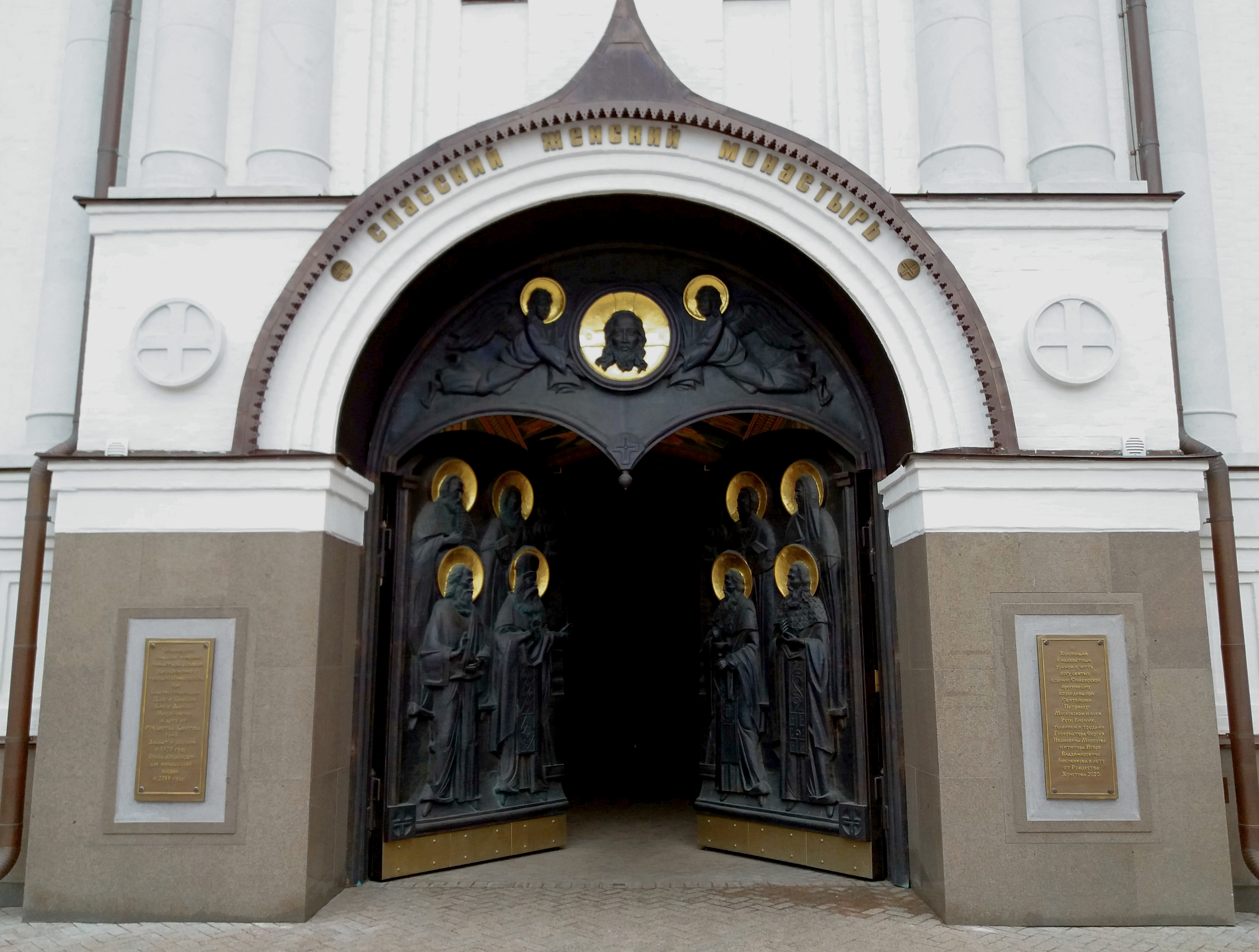
Врата Спасского женского монастыря.
Левая створка врат Спасского женского монастыря.
Правая створка врат Спасского женского монастыря.
Памятный знак - Монахиням Спасского женского монастыря.
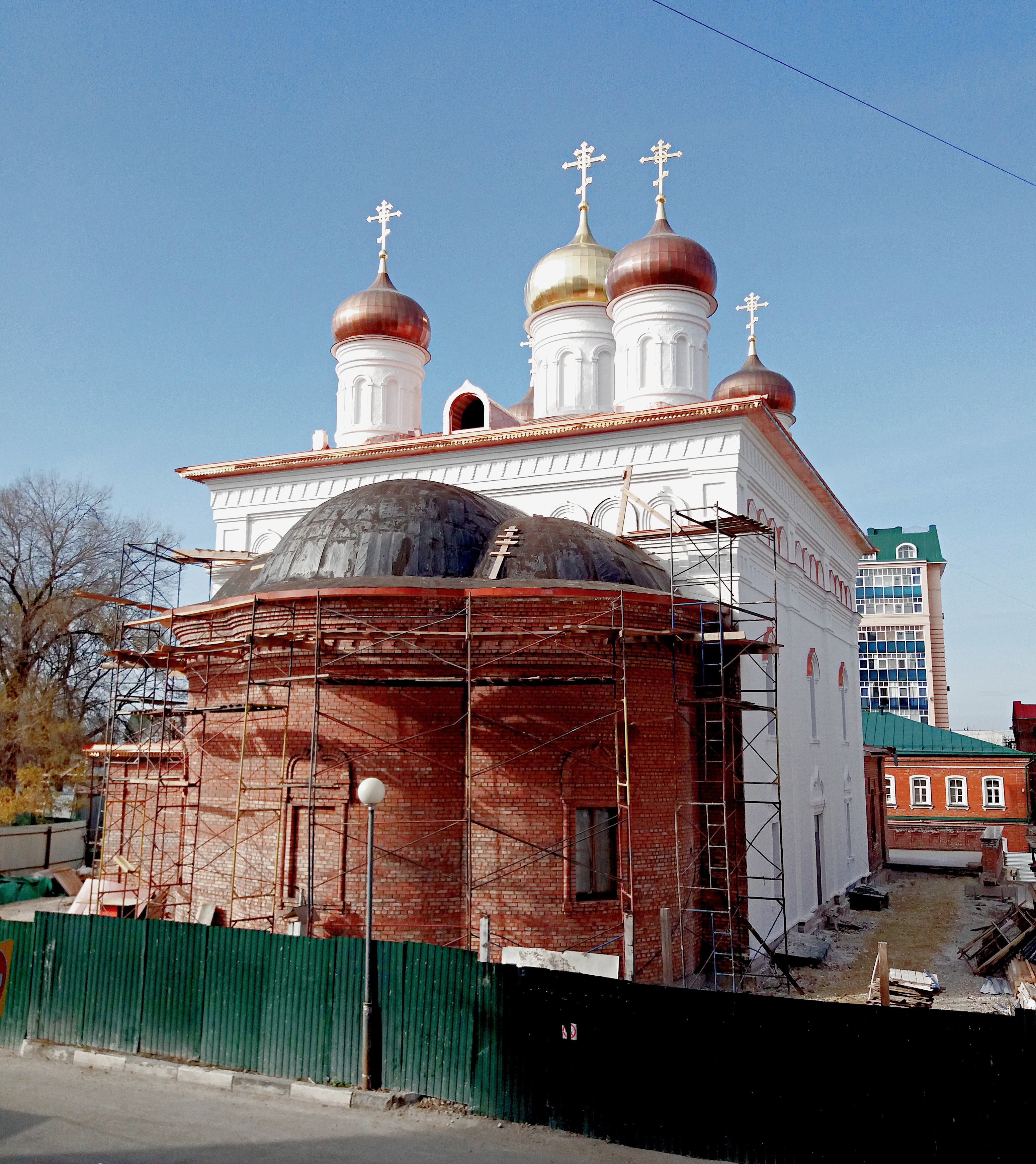
Храм в честь образа Спаса Нерукотворного (2021).
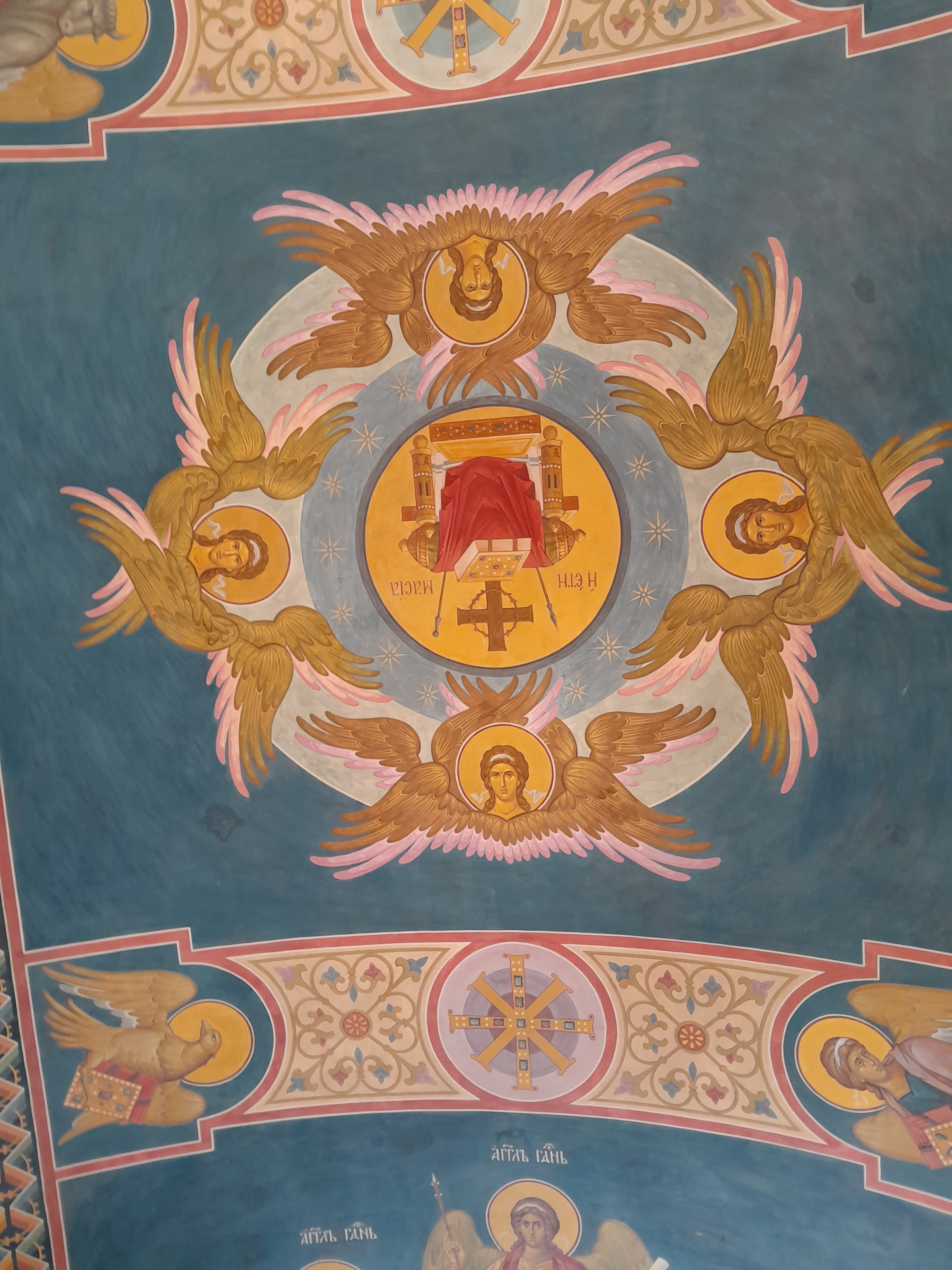
Роспись свода Надвратного храма.
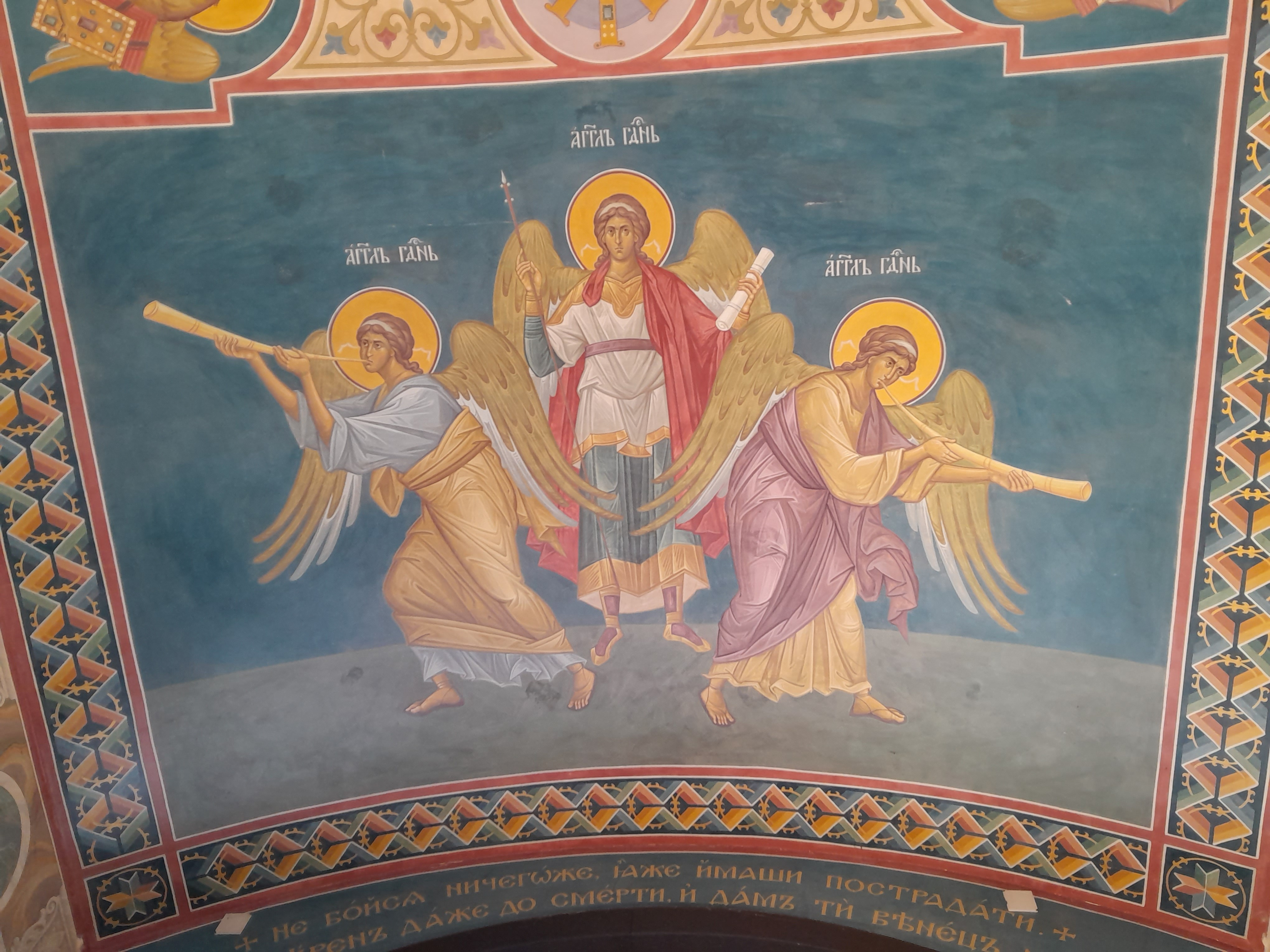
Роспись свода Надвратного храма.
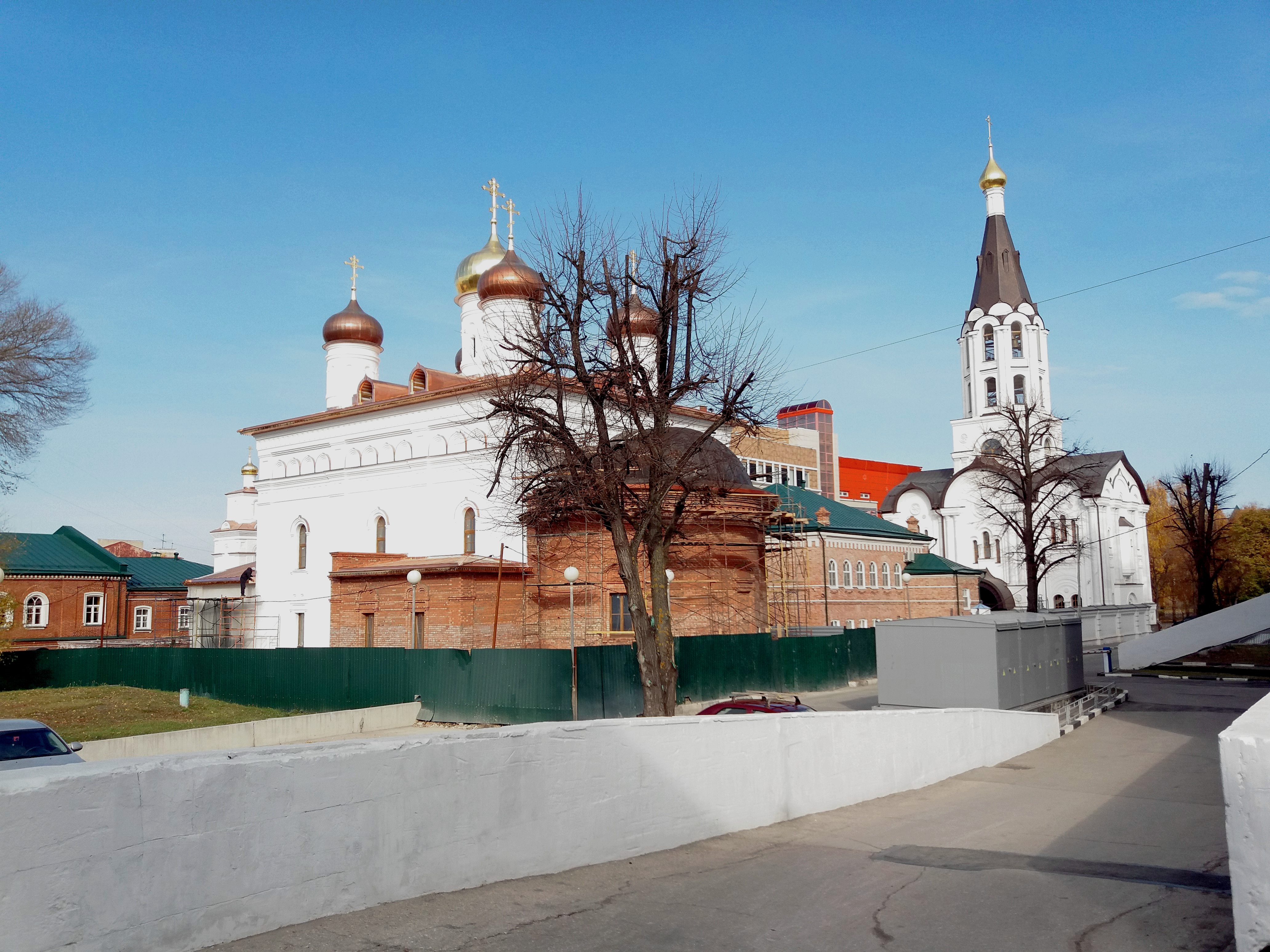
Строящийся Спасский женский монастырь (2021).
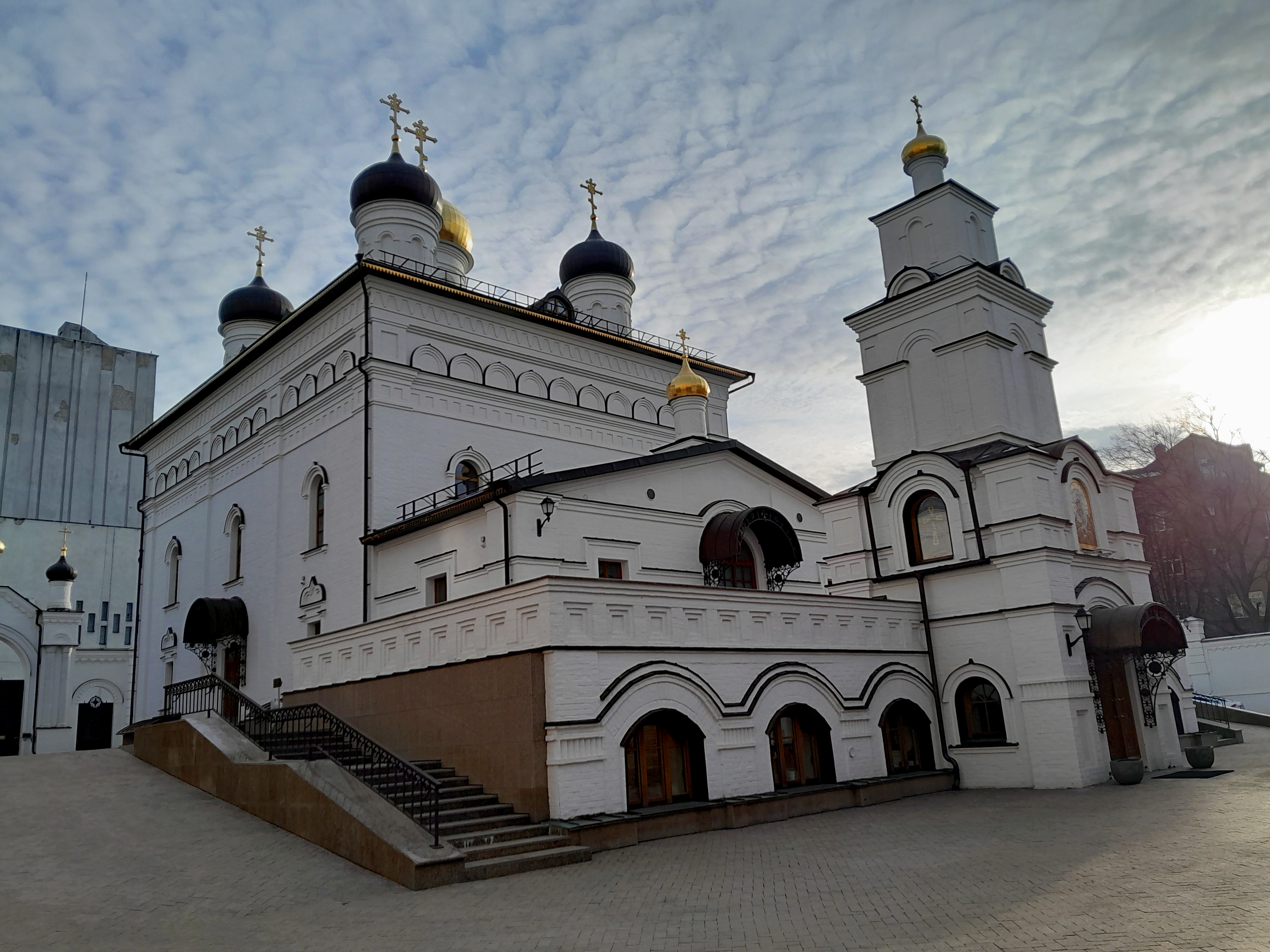
Церковь Спаса Нерукотворного Образа (2024).
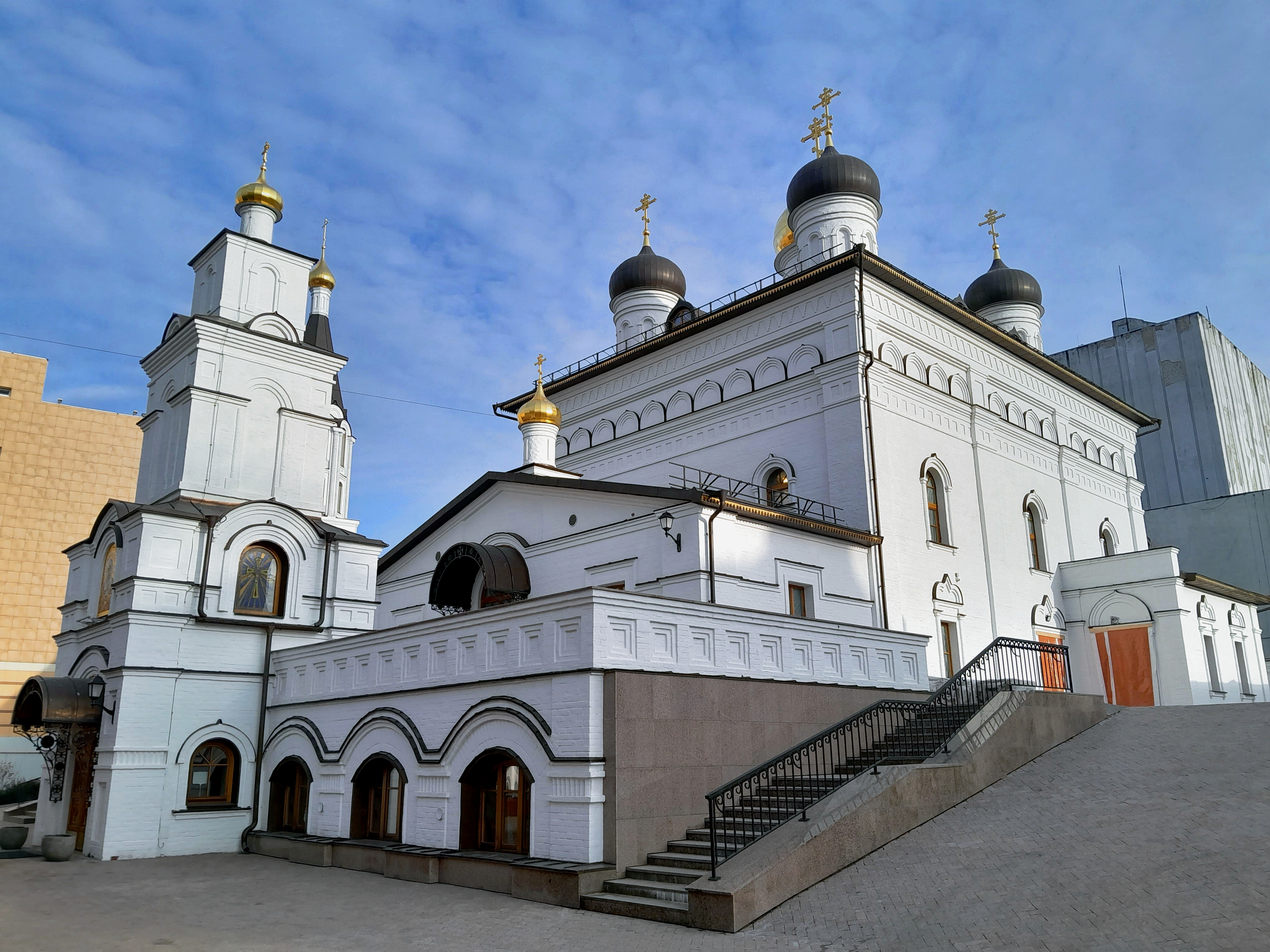
Церковь Спаса Нерукотворного Образа (2024).
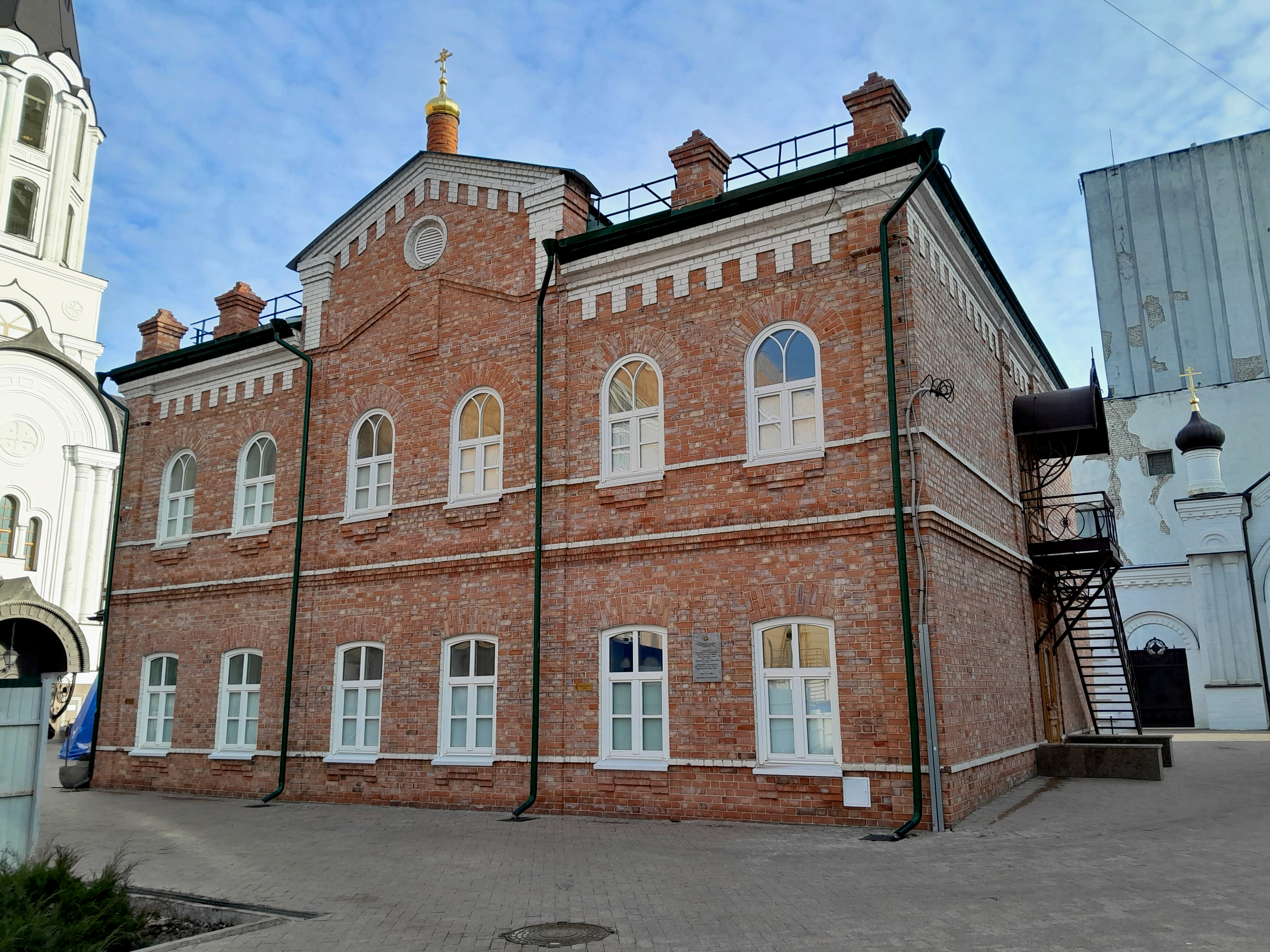
Храм великомученицы Екатерины и игуменский корпус (2024).
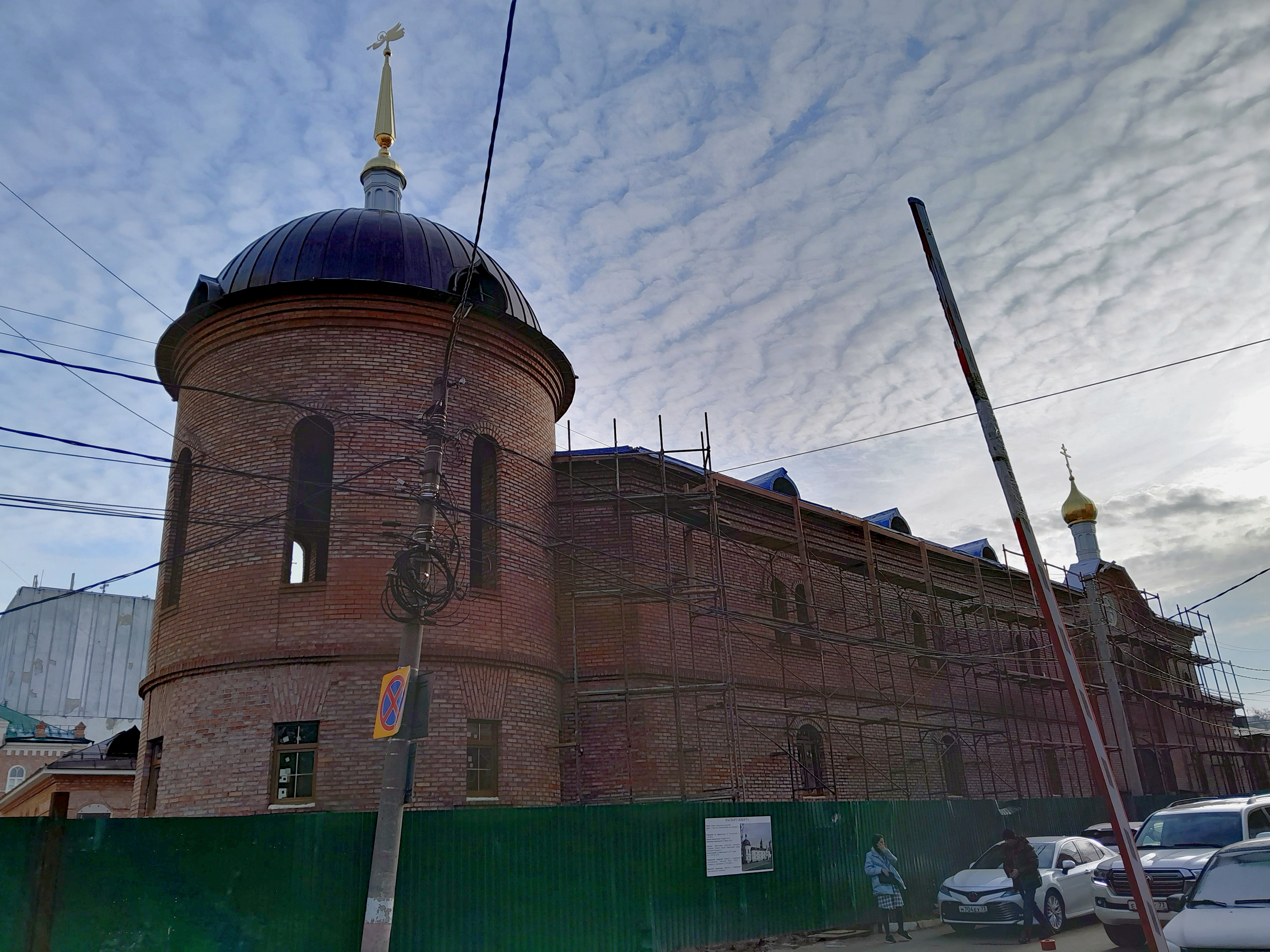
Строительство корпуса келий для монахинь (2024).
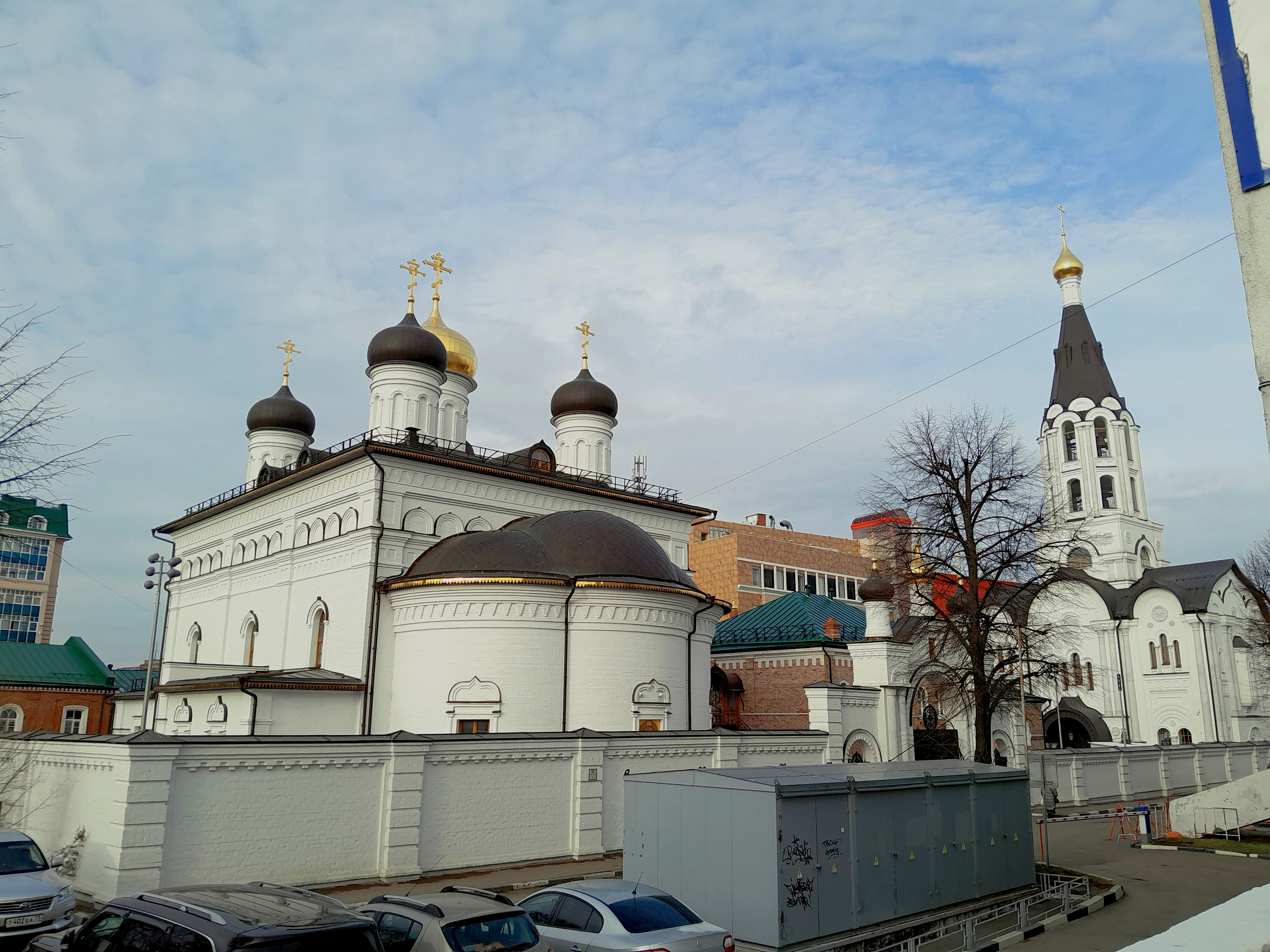
Спасский монастырь (2024).
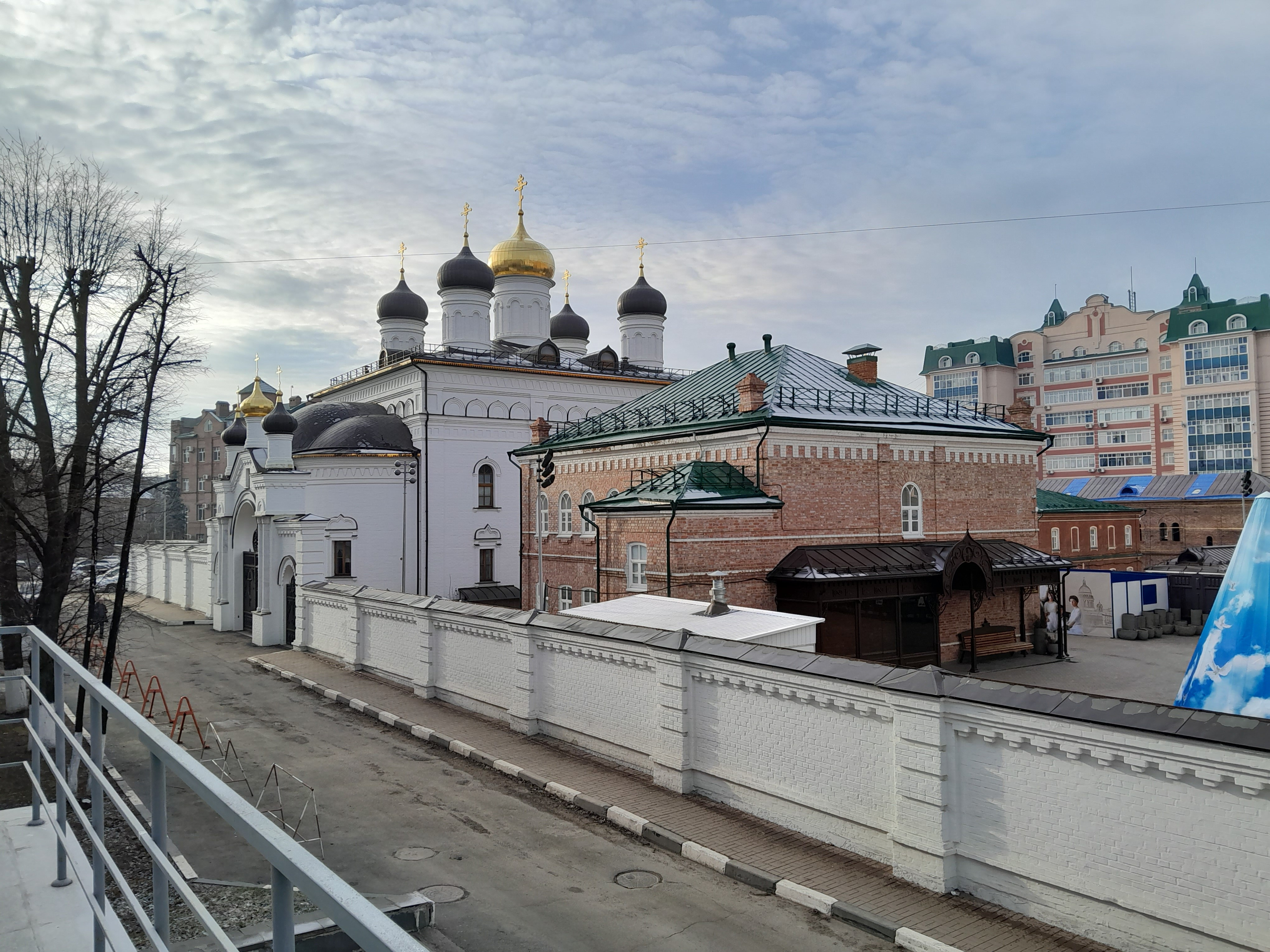
Спасский монастырь (2024).
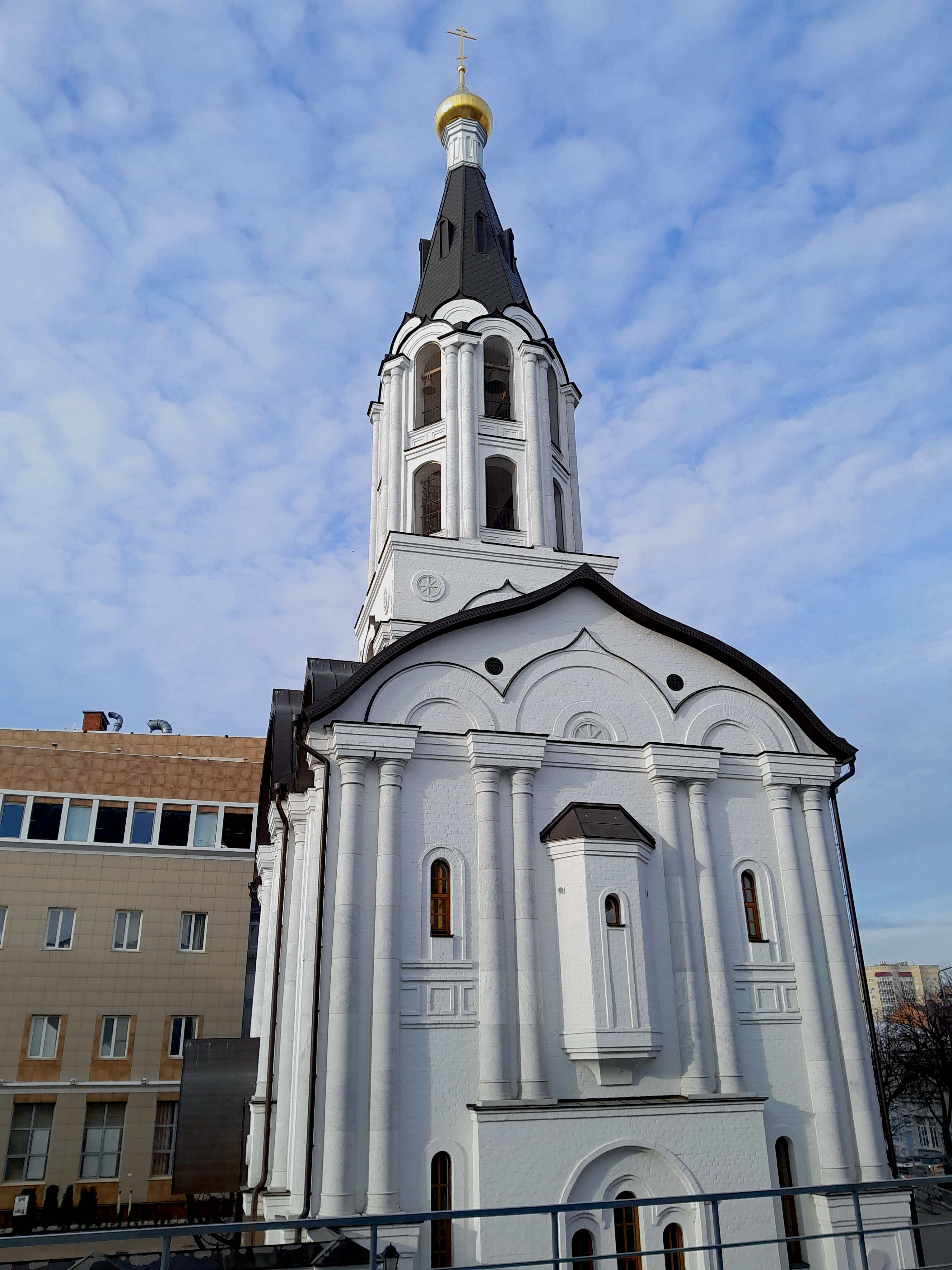
Надвратная церковь.
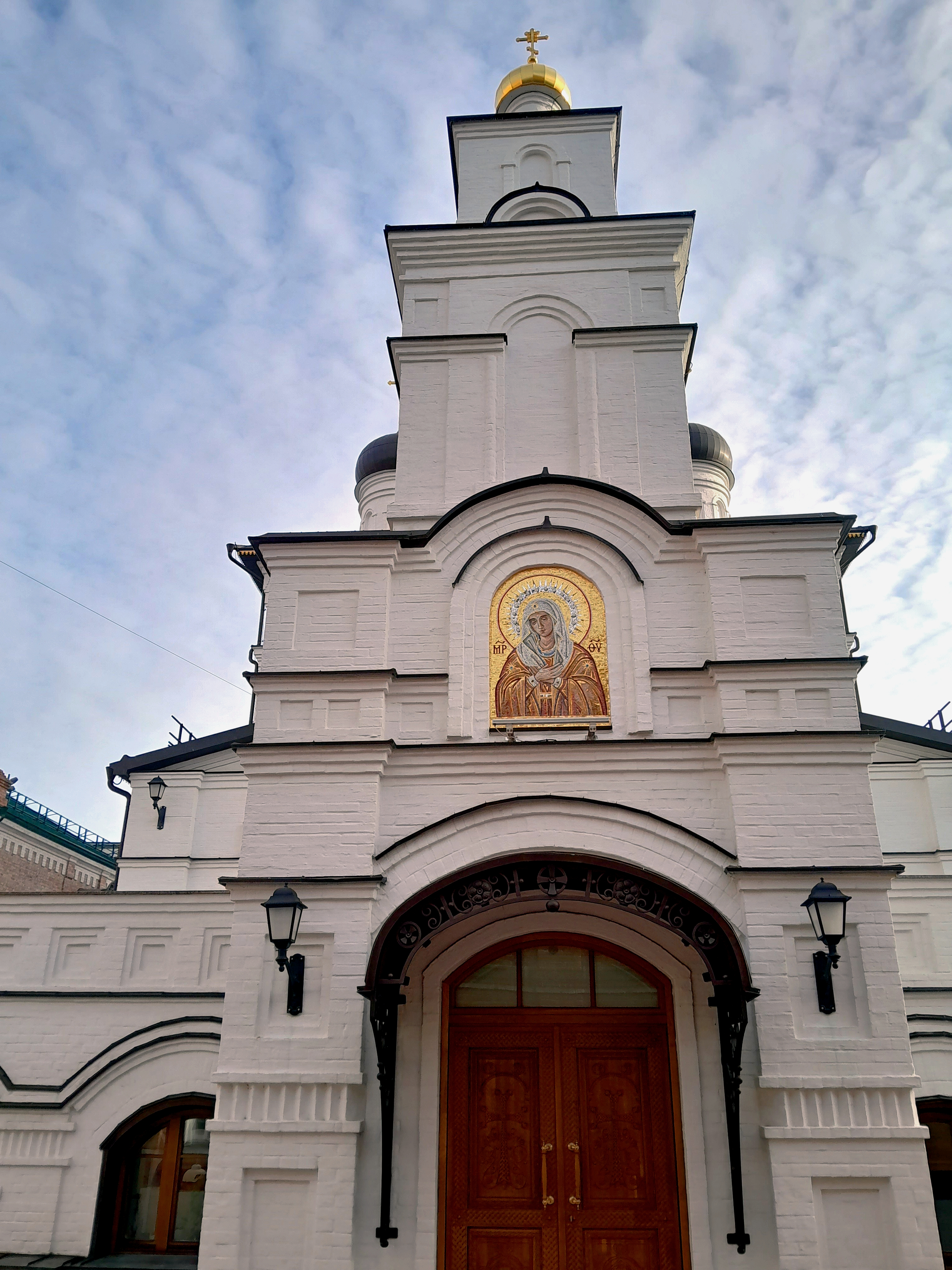
Колокольня церкви Спаса Нерукотворного Образа.
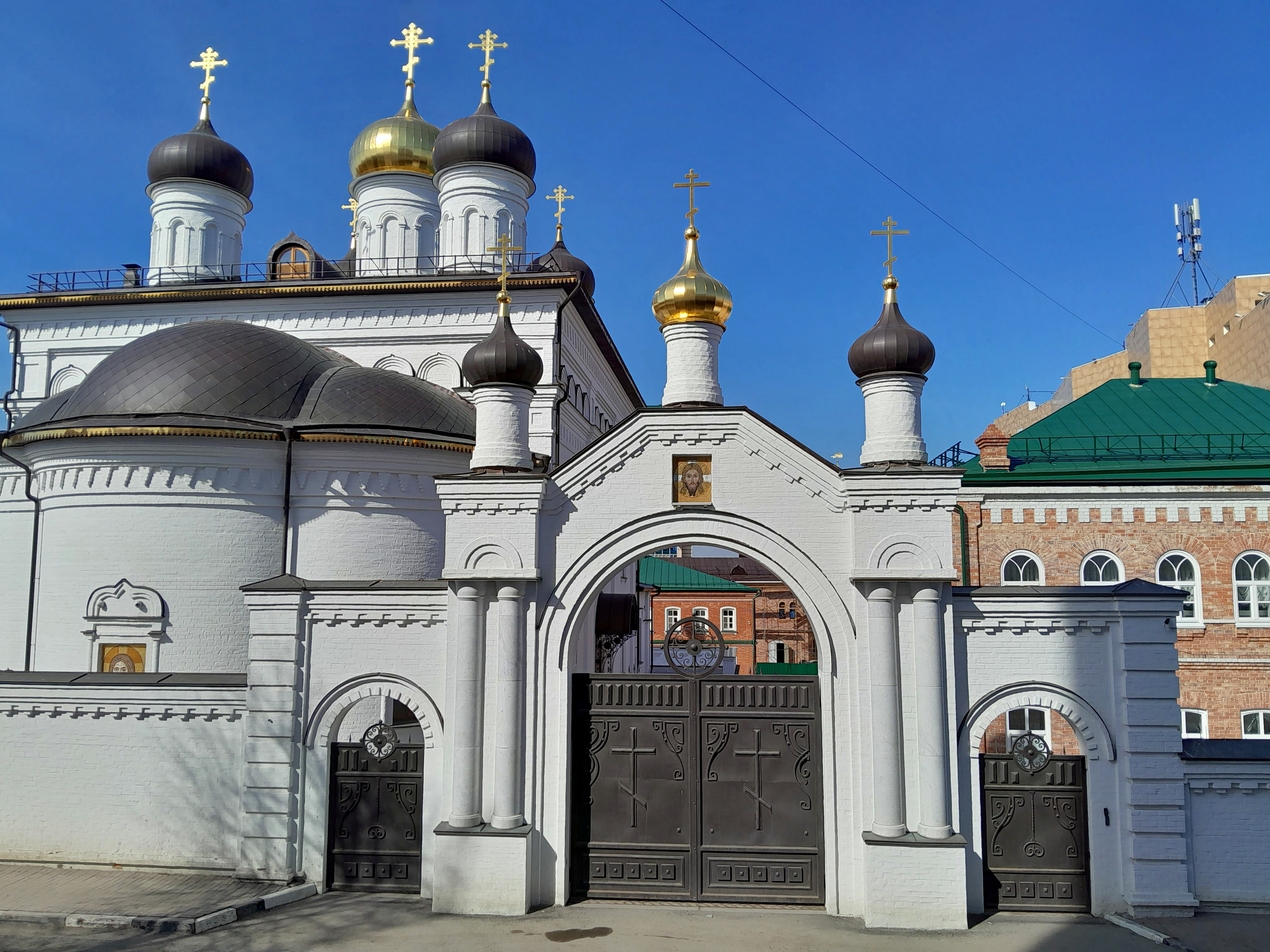
Восточные врата Спасского монастыря.